# Dejan Trajkovski
Dejan Trajkovski (Maribor, 14 april 1992) is een Sloveens voetballer die doorgaans speelt als linksback. In februari 2024 tekende hij voor FC Džiugas. Trajkovski maakte in 2016 zijn debuut in het Sloveens voetbalelftal.

## Clubcarrière
Trajkovski speelde in de jeugd van Kovinar Maribor en stapte in 2002 over naar de opleiding van NK Maribor. Voor die club maakte de verdediger negen jaar later zijn debuut, toen op 16 juli 2011 met 2–1 gewonnen werd van ND Gorica. Trajkovski mocht in de basis starten en hij speelde het gehele duel mee. In zijn eerste seizoen in het eerste elftal kwam hij nog tot vijftien wedstrijden, maar in de jaargangen die volgden nam zijn speeltijd steeds verder af. In januari 2015 werd Trajkovski overgenomen door NK Domžale, waarbij hij een contract tot mei 2018 ondertekende. Bij Domžale kreeg de vleugelverdediger wel een basisplaats.
Na anderhalf jaar verkaste hij voor het eerst naar het buitenland, toen FC Twente hem voor het seizoen 2016/17 op huurbasis overnam, met een optie tot koop. Bij Twente werd de Sloveen de vierde huurling van de zomerse transfermarkt, na Dylan Seys, Yaw Yeboah en Enes Ünal. Nadat hij in januari 2017 één wedstrijd speelde voor FC Twente, werd zijn overgang volgens afspraak definitief. Een jaar later verliet Trajkovski Enschede na hij zijn basisplaats was kwijtgeraakt aan Cristián Cuevas. Puskás Akadémia werd zijn nieuwe werkgever. Nadat hij in augustus 2019 zonder club kwam te zitten, tekende Trajkovski in februari 2021 een contract tot het einde van het kalenderjaar bij Spartak Trnava. Na het aflopen hiervan vertrok hij weer, om voor Zrinjski Mostar te tekenen tot het einde van het seizoen. Hierna werd Vibonese zijn nieuwe club, waarna hij in 2024 bij FC Džiugas onder contract stond.

## Clubstatistieken
| Seizoen | Club            | Competitie        | Competitie | Competitie | Beker | Beker | Internationaal | Internationaal | Totaal | Totaal |
| Seizoen | Club            | Competitie        | Wed.       | Dlp.       | Wed.  | Dlp.  | Wed.           | Dlp.           | Wed.   | Dlp.   |
| ------- | --------------- | ----------------- | ---------- | ---------- | ----- | ----- | -------------- | -------------- | ------ | ------ |
| 2011/12 | NK Maribor      | Prva Liga         | 15         | 0          | 1     | 0     | 5              | 0              | 21     | 0      |
| 2012/13 | NK Maribor      | Prva Liga         | 11         | 0          | 1     | 0     | 4              | 0              | 16     | 0      |
| 2013/14 | NK Maribor      | Prva Liga         | 8          | 0          | 2     | 0     | 1              | 0              | 11     | 0      |
| 2014/15 | NK Maribor      | Prva Liga         | 1          | 0          | 0     | 0     | 0              | 0              | 1      | 0      |
| 2014/15 | NK Domžale      | Prva Liga         | 15         | 0          | 2     | 0     | —              | —              | 17     | 0      |
| 2015/16 | NK Domžale      | Prva Liga         | 28         | 1          | 4     | 0     | 2              | 0              | 34     | 1      |
| 2016/17 | NK Domžale      | Prva Liga         | 1          | 0          | 0     | 0     | 3              | 1              | 4      | 1      |
| 2016/17 | → FC Twente     | Eredivisie        | 22         | 0          | 1     | 0     | —              | —              | 23     | 0      |
| 2017/18 | FC Twente       | Eredivisie        | 4          | 0          | 1     | 0     | —              | —              | 5      | 0      |
| 2017/18 | Puskás Akadémia | Nemzeti Bajnokság | 13         | 1          | 7     | 0     | —              | —              | 20     | 1      |
| 2018/19 | Puskás Akadémia | Nemzeti Bajnokság | 13         | 0          | 1     | 0     | —              | —              | 14     | 0      |
| 2020/21 | Spartak Trnava  | Fortuna Liga      | 5          | 0          | 0     | 0     | —              | —              | 5      | 0      |
| 2021/22 | Spartak Trnava  | Fortuna Liga      | 10         | 1          | 1     | 0     | 1              | 0              | 12     | 1      |
| 2021/22 | Zrinjski Mostar | Premijer Liga     | 8          | 0          | 0     | 0     | —              | —              | 8      | 0      |
| 2022/23 | Vibonese        | Serie D           | 26         | 1          | 2     | 0     | —              | —              | 28     | 1      |
| 2024    | FC Džiugas      | A lyga            | 35         | 3          | 3     | 0     | —              | —              | 38     | 3      |
| 2025    | FC Džiugas      | A lyga            | 20         | 0          | 0     | 0     | —              | —              | 20     | 0      |
| Totaal  | Totaal          | Totaal            | 235        | 7          | 26    | 0     | 16             | 1              | 277    | 8      |

Bijgewerkt op 14 juli 2025.

## Interlandcarrière
Trajkovski maakte zijn debuut in het Sloveens voetbalelftal op 11 november 2016, toen met 0-1 gewonnen werd van Malta door een doelpunt van Benjamin Verbič. De vleugelverdediger mocht van bondscoach Srečko Katanec in de basis beginnen en na drieënzestig minuten werd hij naar de kant gehaald ten faveure van Boban Jović. De andere debutant dit duel was Andraž Šporar (FC Basel).
| Interlands van Dejan Trajkovski voor Slovenië | Interlands van Dejan Trajkovski voor Slovenië | Interlands van Dejan Trajkovski voor Slovenië | Interlands van Dejan Trajkovski voor Slovenië | Interlands van Dejan Trajkovski voor Slovenië | Interlands van Dejan Trajkovski voor Slovenië | Interlands van Dejan Trajkovski voor Slovenië |
| №                                             | Datum                                         | Wedstrijd                                     | Uitslag                                       | Competitie                                    | Goals                                         |                                               |
| Als speler bij FC Twente                      | Als speler bij FC Twente                      | Als speler bij FC Twente                      | Als speler bij FC Twente                      | Als speler bij FC Twente                      | Als speler bij FC Twente                      | Als speler bij FC Twente                      |
| --------------------------------------------- | --------------------------------------------- | --------------------------------------------- | --------------------------------------------- | --------------------------------------------- | --------------------------------------------- | --------------------------------------------- |
| 1                                             | 11 november 2016                              | Malta – Slovenië                              | 0 – 1                                         | WK 2018 kwalificatie                          |                                               |                                               |

Bijgewerkt op 14 juli 2025.

## Erelijst
| Competitie      |            |                           |            |            |
| Competitie      | Aantal     | Jaren                     |            |            |
| NK Maribor      | NK Maribor | NK Maribor                | NK Maribor | NK Maribor |
| --------------- | ---------- | ------------------------- | ---------- | ---------- |
| Prva Liga       | 3          | 2011/12, 2012/13, 2013/14 |            |            |
| Beker           | 2          | 2010/11, 2013/14          |            |            |
| Supercup        | 3          | 2012/13, 2013/14, 2014/15 |            |            |
| Zrinjski Mostar |            |                           |            |            |
| Premijer Liga   | 1          | 2021/22                   |            |            |